# Eino Säisä
Eino Julius Säisä, född 15 december 1935 i Idensalmi, död där 30 oktober 1988, var en finländsk författare.
Säisä verkade som folkskollärare 1958–1965. Efter 1960-talet gav han ut ett tiotal böcker, som återspeglar de förvandlingsprocesser det finländska samhället genomgått, såsom uppkomsten av en modern teknologi och landsbygdens avfolkning. Bland hans arbeten märks den delvis självbiografiska romansviten Kukkivat roudan maat (1971–1980). I hans senare produktion kan nämnas romanen Afrikan tähti (1987) och essäsamlingen Kevätta kohti (1988). Han erhöll Pro Finlandia-medaljen 1986.